# Stibasoma giganteum
Stibasoma giganteum är en tvåvingeart som först beskrevs av Lutz 1913.  Stibasoma giganteum ingår i släktet Stibasoma och familjen bromsar. Inga underarter finns listade i Catalogue of Life.